# Communauté israélite de Liège

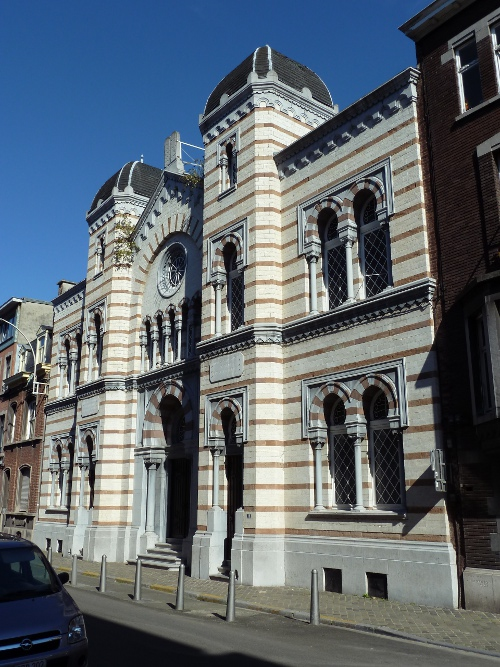
La Synagogue de Liège, Lieu de culte de la communauté israélite de Liège.

La communauté israélite de Liège est la principale communauté israélite de Wallonie et l'une des principales communautés israélites de Belgique, dont l'histoire, l'organisation et la vie culturelle témoignent de l'évolution d'une présence juive établie et résiliente dans la région liégeoise. Elle joue un rôle important tant sur le plan religieux que culturel et social, en lien avec la mémoire de la Shoah et la reconstruction d'après-guerre.

## Histoire

### Origines et établissement
La plus vieille mention juive dans la région liégeoise est la guérison d'un prêtre catholique par un médecin juif en 1138. Jusqu'à la fin du XVIIIᵉ siècle, la présence juive dans la principauté de Liège est extrêmement marginale en raison des interdictions d'installation. Seule l'annexion des territoires par les armées révolutionnaires françaises en 1795 permet aux Juifs de bénéficier de l'égalité des droits civils et politiques, condition sine qua non à l'émergence d'une vie communautaire organisée,. Dès le début du XIXᵉ siècle, de modestes groupes juifs s'installent à Liège, principalement en provenance des régions voisines telles que le Limbourg, l’Alsace et certaines parties d’Allemagne, ; cette communauté est alors rattachée à celle de Maastricht qui est elle-même rattachée au Consistoire de Krefeld.

### Reconnaissance officielle et développement

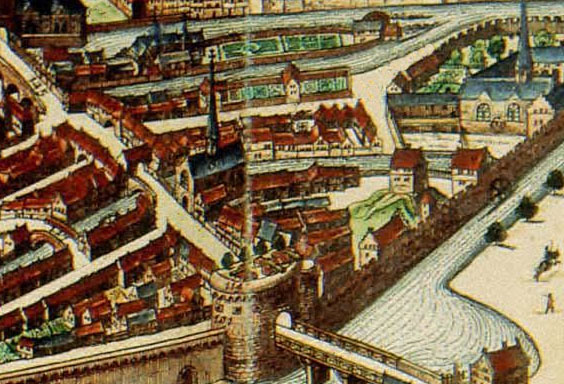
L'ancienne chapelle de l'Hospice Saint-Julien qui servira de synagogue au XIXe siècle.

En 1834, la communauté israélite de Liège intègre le Consistoire central israélite de Belgique, marquant ainsi le début d’une structuration officielle de la vie juive dans la région. Le 7 février 1876, elle obtient la reconnaissance royale, qui légitime et renforce son statut institutionnel. En 1878, une ancienne chapelle de l’Hospice Saint-Julien, dans le quartier d’Outremeuse, est transformée en synagogue, lieu central de rassemblement et de culte,,.
Avec l’essor économique de la fin du XIXᵉ siècle, la communauté connaît une croissance significative. En 1899, la nouvelle synagogue, située rue Léon Frédéricq (anciennement rue de la Boverie) et conçue par l'architecte Joseph Prémont, est inaugurée,,. Ce bâtiment, témoignant d’un style éclectique mêlant influences romano-byzantine, mauresque et néo-toscan, illustre le dynamisme et le goût pour l’innovation architecturale de l’époque.
Cette croissance est amplifiée par l'arrivée d'étudiants juifs français qui viennent étudier à l'université de Liège dû au coût de la vie moins chère à Liège ; ces étudiants français échappent ainsi au numerus clausus et à l'antisémitisme qui sévit en Europe centrale et orientale,. L'antisémitisme gagne du terrain en Belgique après la grande crise des années 1930 dû au krash boursier de 1929. Quelques années plus tard, lors des élections législatives de 1936, le parti d'extrême droite Rex, fondé par Léon Degrelle, remporte 15% des vois à Liège mais ce mouvement, le rexisme, s'effondre lors des élections communales de 1938,.

### La période de la Seconde Guerre mondiale
Au début du XXᵉ siècle, la communauté de Liège compte plusieurs milliers de membres (des polonais, roumains, tchécoslovaques, néerlandais, hongrois, allemands et apatrides). Cependant, la Seconde Guerre mondiale et l’occupation allemande auront des conséquences dramatiques, bien que le bourgmestre socialiste de l'époque, Joseph Bologne, soit resté docile face aux Allemands (il défend surtout les droits communaux sans défendre les Juifs si les droits bafoués les concernant ne concernent pas directement la commune de Liège), : dès 1940, l’occupation impose aux Juifs de Liège des mesures discriminatoires, puis dès le 24 septembre 1942, les arrestations et déportations s'intensifient. Près de 733 membres de la communauté sont assassinés durant la Shoah, laissant des traces douloureuses dans la mémoire collective. C'est également durant cette période que la traque contre les juifs est menée par la section antijuive (Gestapo) IVB4 de la SIPO-SD de Liège, commander par un SS-Sturmscharführer.

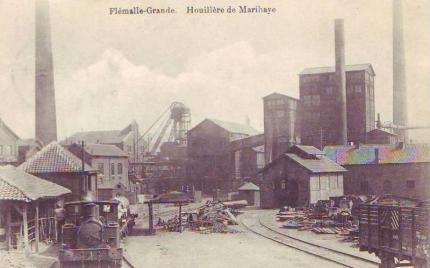
La houillère de Marihaye où des Juifs ont été forcés au travail, dans le bassin industriel de Liège à Flémalle.

Pendant la guerre, à partir de juin 1942, les juifs de la communauté étaient forcés au travail dans le bassin industriel liégeois : Cockerill à Seraing, Ougrée-Marihaye à Ougrée, les Ateliers de Construction de la Meuse à Sclessin, Phenix-Works et Tubes de la Meuse à Flémalle, la Fabrique Nationale d'armes de guerre à Herstal et divers charbonnages de la région. Le 3 août 1942, 142 juifs liégeois sont déportés au camp de Dannes-Camiers, dans le Pas-de-Calais en France, pour du travail forcé au sein de l'organisation Todt.

### Reconstruction d'après-guerre
À la Libération, bien que significativement réduite, la communauté commence une lente et pénible reconstruction. Dès 1945, les institutions communautaires et culturelles sont réactivées, et divers projets culturels et éducatifs voient le jour, dont la fondation en 1984 du Musée Serge Kruglanski, dédié à la mémoire et au patrimoine juif liégeois. L'arrivée, dans les décennies suivantes, de nouveaux contingents migratoires et d'étudiants contribue également au renouvellement de la vie communautaire,.
La synagogue subira des dégâts architecturaux légers après le tremblement de terre qui frappa la région en 1983, des stigmates étaient encore visible en 1999 mais les travaux de restaurations étaient bientôt terminés pour accueillir, le 6 juin de la même année, le grand-rabbin de France à l'occasion du centenaire de sa construction.

## Organisation et fonctionnement

### Institutions religieuses et administratives
La communauté israélite de Liège est intégrée au sein du Consistoire central israélite de Belgique, regroupant plusieurs communautés à l'échelle nationale. Elle gère notamment les lieux de culte, dont la synagogue historique située dans le centre de Liège, et assure l'organisation des offices hebdomadaires, des cours de religion et des cérémonies de rites majeurs (Shabbat, fêtes religieuses, mariages et funérailles).

### Structures sociales et éducatives
Outre la dimension religieuse, la communauté met en œuvre des initiatives en faveur de l'éducation et de l'entraide sociale. Des associations telles que WIZO, SOS-Bienfaisance, KKL et Hashomer Hatzaïr interviennent régulièrement pour soutenir les membres vulnérables, tandis que diverses manifestations culturelles et interreligieuses viennent renforcer le dialogue et la cohésion au sein de la société liégeoise.

### Composantes patrimoniales
Le patrimoine architectural et historique de la communauté se reflète notamment dans le bâtiment de la synagogue et dans les archives qui conservent la mémoire des événements marquants, en particulier ceux relatifs à la période de la Shoah. Le musée communautaire, créé pour documenter et transmettre cette histoire, est un lieu de recueillement et de réflexion sur le passé. La communauté gère également un cimetière à Eijsden et deux parcelles juives au cimetière de Robermont,,.

## Vie culturelle et commémoration

### Activités culturelles et éducatives
La vie culturelle de la communauté israélite de Liège s'articule autour d’événements réguliers : conférences, expositions, concerts et visites pédagogiques y sont organisés afin de valoriser l'héritage juif et d’informer les citoyens sur l'histoire locale. Ces initiatives participent à la diffusion des traditions juives et favorisent le dialogue interreligieux.

### Mémoire de la Shoah
La mémoire des victimes de la Shoah occupe une place centrale dans les activités commémoratives de la communauté. Des cérémonies annuelles et des expositions thématiques, souvent en partenariat avec d'autres institutions muséales et mémorielles, permettent de rappeler l'importance de ce chapitre tragique de l'histoire européenne, tout en œuvrant pour la prévention de futurs génocides,,.

## Démographie
Les effectifs de la communauté israélite de Liège ont connu des fluctuations importantes au cours des deux derniers siècles. Au XIXᵉ siècle, la communauté, en pleine croissance, se compte en centaines. En 1808, elle compte 8 familles, en 1811, 24 juifs et en 1834, 88 personnes réparties en 23 familles. En 1939, elle atteint environ 2 500 à 2 560 ou 3 000 personnes (dont une majorité provenait de Pologne, fuyant des pogroms, puis d'Italie en tant que main-d'œuvre des industries liégeoises) mais la période de la Shoah a considérablement réduit ces chiffres (1 906 Juifs en mai 1940), et dans l'après-guerre, la communauté se stabilise autour d'effectifs plus modestes, de l'ordre de 800 à 1 000 membres ; elle atteint 594 personnes en 1959 avant de connaitre un pic à environ 1500 personnes en 1968 avant de décliner au nombre de 1000 personnes au début des années 1980.

## Enjeux contemporains
Aujourd'hui, la communauté israélite de Liège se confronte à plusieurs défis : comme de nombreuses communautés en Europe, elle doit faire face au vieillissement de ses membres et à une baisse des naissances ; face à l'oubli et aux tentatives de négation du passé, les actions de commémoration et d'éducation demeurent primordiales ; la coexistence avec d'autres communautés, le renouveau apporté par l'immigration et l'intégration des jeunes générations représentent autant d'opportunités pour renforcer la vie communautaire.